# Nils Tegen
Nils Tegen (Bad Segeberg, 13 september 1972) is een Duits jazzmuzikant. Hij speelt piano en drums en is componist.

## Biografie
Tegen trad in de jaren 80 in lokale jazzgroepen op. Begin jaren negentig had hij zijn eerste trio. Hij studeerde nieuwe compositietechnieken in Hamburg, jazzpiano aan de Musikhochschule Köln (onder Frank Wunsch en Hans Lüdemann) en jazz en compositie in Keulen (bij Joachim Ullrich en Frank Reinshagen. Hierna volgden verschillende tourneeën met verschillende projecten.
Tegen werkte onder meer met José González, Apparat, Brandt-Brauer-Frick Ensemble, Ebbot Lundberg, Nackt, Wende Snijders, El Perro Del Mar, Tocotronic, Moses Schneider, Michel Pilz, Misha Mengelberg, Manfred Schoof, Gerd Dudek, Matthias Schubert, Henning Berg, Dieter Glawischnig, Jochen Rückert, Jonas Burgwinkel, Pablo Held, Bob Mintzer, Frank Gratkowski, Pascal Schumacher, Florian Ross, Florian Weber en Caroline Thon.

## Discografie
- Niels Klein: Niels Klein Trio (2004)
- The Berlin String Theorie (2007)
- Jörg Kaufmann Quartett: Personal Heroes (2009)
- Georg Ruby Village Zone: Deconstruction Service (2009)
- Joscha Oetz: Independencia (2009)
- Laia Genc: Australia & Beyond (2012)
- Henning Berg Quartett: Seven Lively Conversations (2012)
- Bunosi Cenderent (2013, met Joscha Oetz, Hendrik Smock)